# Viana, Espírito Santo
Viana este un oraș și o municipalitate din statul un oraș în statul Espírito Santo (ES) din Brazilia.